# Humboldteiche
Die Humboldteiche ist ein Naturdenkmal im Berliner Ortsteil Tegel des Bezirks Reinickendorf.

## Geschichte
Die Humboldteiche ist eine ca. 400 bis 500 Jahre alte Stieleiche. Sie steht in der Nähe des Schlosses Tegel im Schlosspark auf 40 m ü. NN. Der Baum hat einen Stammumfang von 7,80 Metern, einen Taillenumfang von 7,22 Metern, Kronendurchmesser von 18 Metern und eine Höhe von 29 Metern. Die Humboldteiche wurde im Jahr 1939 zum Naturdenkmal erklärt. Sie ist nach der Verordnung zum Schutz von Naturdenkmalen in Berlin vom 2. März 1993 unter der Nummer 12-25/B (XX-25/B) wegen ihrer Seltenheit und aus landeskundlichen Gründen als Naturdenkmal registriert.
Wegen deutlicher Schäden wie Astbrüchen, starken Anteils abgestorbener Äste und Befalls durch den Schwefelporling wurde die Eiche im Jahr 1970 für 6000 Mark grundsaniert. Die Vitalität der Eiche wird als gut eingeschätzt. Die Berliner Morgenpost vermutet, dass der Vater der Humboldtbrüder, Alexander Georg von Humboldt, sie gepflanzt hat. Die Annahme widerspricht allerdings dem geschätzten Alter des Baums.